# Bettany Hughes
Bettany Hughes (London, 1968 –) angol történész, szakíró, ismeretterjesztő tévéműsorok szerkesztő-műsorvezetője. A Brit Birodalom Rendjének kitüntetettje, a Society of Antiquaries of London tagja.

## Élete
Bettany Hughes Peter Hughes színész lánya, Simon Hughes újságíró, krikettjátékos nővére.
Tanulmányait a Notting Hill és az Ealing High Schoolban végezte. Az Oxfordi Egyetemen ókori és modern történelem szakon szerzett diplomát.
A Yorki Egyetem tiszteletbeli doktora, a londoni King's College vendégkutatója, elötte a Cambridge University Institute of Continuing Education oktatója, valamint a Cardiffi Egyetem munkatársa volt.
Számos dokumentumfilmet, televíziós sorozatot készített ókori és modern témákról egyaránt. 2009-ben Naomi Sargant Különdíjjal jutalmazták oktatási műsoraigért, 2012-ben pedig Norton Medlicott Díjat kapott a történelemoktatás érdekében végzett szolgálataiért.
A Historical Association tiszteletbeli tagja, a The Iris Project védnöke (egy jótékonysági szervezet, amely a latin és a görög nyelv oktatását támogatja az Egyesült Királyság állami iskoláiban).

## Könyvek
- Helen of Troy: Goddess, Princess, Whore (2005)
- The Hemlock Cup: Socrates, Athens and the Search for the Good Life (2010)
- Istanbul: A Tale of Three Cities (2017)

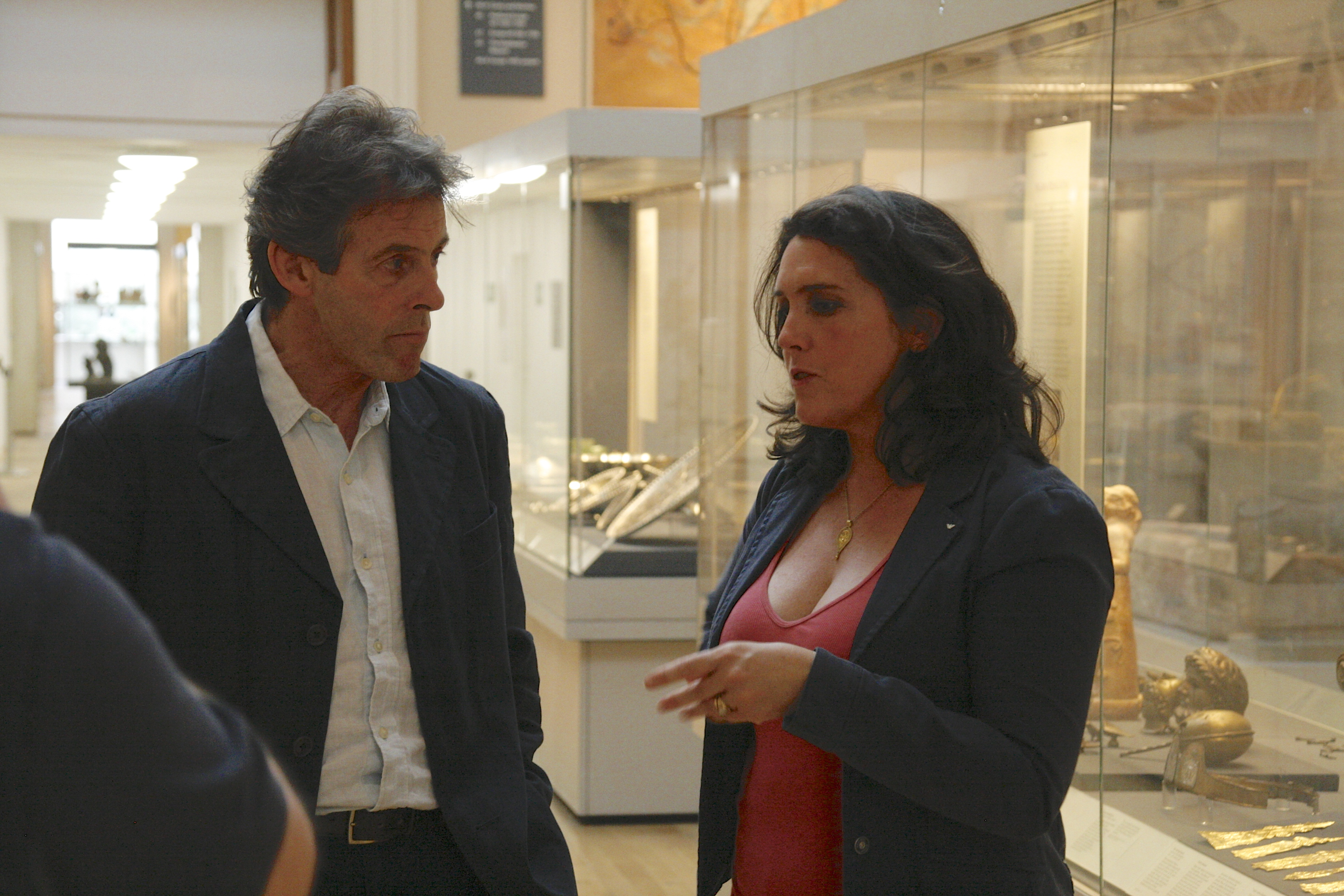
Ralph Jackson és Bettany Hughes

- Venus and Aphrodite (2019)

## Tévéműsorok
- Bettany Hughes az IMDb-n

## Díjak
- 2009: Naomi Sargeant Special Award for Excellence in Educational Broadcasting
- 2010: Special Award for Services to Hellenic Culture and Heritage
- 2012: Norton Medlicott Award

## Fordítás
- Ez a szócikk részben vagy egészben  a   Bettany Hughes című angol Wikipédia-szócikk ezen változatának fordításán alapul.  Az eredeti cikk szerkesztőit annak laptörténete sorolja fel. Ez a jelzés csupán a megfogalmazás eredetét és a szerzői jogokat jelzi, nem szolgál a cikkben szereplő információk forrásmegjelöléseként.